# Parigi-Corrèze 2006
La Parigi-Corrèze 2006, sesta edizione della corsa, si svolse dal 2 al 3 agosto 2006 su un percorso di 374 km ripartiti in 2 tappe, con partenza da Saint-Amand-Montrond e arrivo a Chaumeil. Fu vinta dal francese Didier Rous della Bouygues Télécom davanti ai suoi connazionali Rémi Pauriol e Noan Lelarge.

## Tappe
| Tappa  | Data     | Percorso                              | km    | Vincitore di tappa | Leader cl. generale |
| ------ | -------- | ------------------------------------- | ----- | ------------------ | ------------------- |
| 1ª     | 2 agosto | Saint-Amand-Montrond > Saint-Nectaire | 188   | Didier Rous        | Didier Rous         |
| 2ª     | 3 agosto | Bort-les-Orgues > Chaumeil            | 186,5 | Marcus Ljungqvist  | Didier Rous         |
| Totale | Totale   | Totale                                | 374   |                    |                     |

## Dettagli delle tappe

### 1ª tappa
- 2 agosto: Saint-Amand-Montrond > Saint-Nectaire – 188 km

| Pos. | Corridore    | Squadra                 | Tempo    |
| ---- | ------------ | ----------------------- | -------- |
| 1    | Didier Rous  | Bouygues                | 4h52'53" |
| 2    | Rémi Pauriol | Crédit Agricole         | a 6"     |
| 3    | Noan Lelarge | Groupe Sportif Bretagne | a 3'13"  |

| Pos. | Corridore    | Squadra                 | Tempo    |
| ---- | ------------ | ----------------------- | -------- |
| 1    | Didier Rous  | Bouygues                | 4h52'53" |
| 2    | Rémi Pauriol | Crédit Agricole         | a 6"     |
| 3    | Noan Lelarge | Groupe Sportif Bretagne | a 3'13"  |

### 2ª tappa
- 3 agosto: Bort-les-Orgues > Chaumeil – 186,5 km

| Pos. | Corridore             | Squadra    | Tempo    |
| ---- | --------------------- | ---------- | -------- |
| 1    | Marcus Ljungqvist     | CSC        | 5h04'44" |
| 2    | Wesley Van Der Linden | Vlaanderen | a 1"     |
| 3    | Eduard Vorganov       | Omnibike   | s.t.     |

| Pos. | Corridore    | Squadra                 | Tempo    |
| ---- | ------------ | ----------------------- | -------- |
| 1    | Didier Rous  | Bouygues                | 9h57'49" |
| 2    | Rémi Pauriol | Crédit Agricole         | a 2'06"  |
| 3    | Noan Lelarge | Groupe Sportif Bretagne | s.t.     |

## Classifiche finali

### Classifica generale
| Pos. | Corridore                | Squadra                             | Tempo    |
| ---- | ------------------------ | ----------------------------------- | -------- |
| 1    | Didier Rous              | Bouygues Télécom                    | 9h57'49" |
| 2    | Rémi Pauriol             | Crédit Agricole                     | a 2'06"  |
| 3    | Noan Lelarge             | Groupe Sportif Bretagne-Jean Floc'h | s.t.     |
| 4    | Nicolas Roche            | Cofidis                             | a 3'32"  |
| 5    | Alberto Rodriguez Oliver | Massi                               | a 3'35"  |
| 6    | Cyrille Monnerais        | FDJ                                 | a 3'41"  |
| 7    | Sylvain Chavanel         | Cofidis                             | a 3'45"  |
| 8    | Thomas Voeckler          | Bouygues Télécom                    | a 4'36"  |
| 9    | Sébastien Joly           | FDJ                                 | a 5'08"  |
| 10   | Yann Pivois              | Groupe Sportif Bretagne-Jean Floc'h | a 5'11"  |